# پلینفیلد (نیوجرسی)
پلینفیلد (به انگلیسی: Plainfield) شهری در ایالت نیوجرسی کشور ایالات متحده آمریکا است که جمعیت آن در سرشماری سال ۲۰۱۰ میلادی، ۴۹٬۸۰۸ نفر بوده‌است.